# Kulturna pristranost
Kulturna pristranost (engl. cultural bias), fenomen interpretacije i prosudbe fenomena po standardima inherentnima kulturi kojoj osoba pripada. Ovaj se fenomen ponekad smatra centralnim problemom u društvenim i humanističkim znanostima poput ekonomije, psihologije, antropologije i sociologije. Neki praktičari u prethodno navedenim poljima pokušali su razviti metode i teorije kojima bi kompenzirali ili eliminirali kulturnu pristranost. Kulturna pristranost javlja se kada pripadnici neke kulture iznose pretpostavke o konvencijama, uključujući konvencije o jeziku, notaciji, ispitivanju i dokazivanju. Tada se oni optužuju zato što su pretpostavke pogrešno zamijenili za logičke ili prirodne zakone. Postoji mnogo takvih pristranosti koje se tiču kulturnih norma o boji, lokaciji dijelova tijela, odabiru partnera, konceptima pravde, lingvističkoj i logičkoj valjanosti, prihvatljivosti dokaza te tabuima. Kulturne pristranosti zahvaćaju mnoga druga polja u globaliziranu svijetu. Obični ljudi mogu biti skloni zamišljanju drugih ljudi kao u osnovi jednakih njima samima, ne značajno više ili manje vrijednima, vjerojatno privrženima emocionalno različitim grupama i različitoj zemlji.

## Primjeri
Ljudi koji čitaju engleski jezik često pretpostavljaju da je prirodno pregledavati vidno polje slijeva nadesno i odozgo nadolje. U Sjedinjenim je Državama tipično da se položaj „on” (engl.: uključeno) na prekidaču klipka nalazi „gore” (engl. up), a u UK-u, Australiji i Novom Zelandu „dolje” (engl. down). Osim toga, u tim se zemljama sjever nalazi na vrhu karte, a gore obično označuje veću količinu i opće bolje. Drugi primjer su Japanci koji da bi naznačili slaganje ne upisuju u kvadratić „X” jer ovaj znak u njih naznačuje odbijanje.
Ove su konvencije općenito korisne jer nije potrebno znati što znači koja oznaka pri npr. paljenju svjetala, već je dovoljno znati opće pravilo. Nažalost, neki ljudi koji se kreću u raznim kulturama ili dizajniraju nešto za različite grupe ljudi, često zaborave koju konvenciju valja zadržati, a koju izmijeniti.
Lingvističke i etničke grupe često ne dijele ove notacijske pretpostavke. Notacijske i operativne pretpostavke mogu promijeniti kontrolne sustave ako korisnici implementiraju, iz kulture različite od svoje, sužene interpretacije u odnosu na njihov originalan svjetonazor. Sigurnosno-kritični sustavi postaju po Seidneru odgovori na prijetnje kontrole. Pojavom manjinskih i većinskih kategorija u društvu stvaraju se nove kulturne pristranosti.
Kulturna pristranost negativno usmjerena prema afroameričkim manjinama uočena je u standardiziranim testovima SAT.